# Пембіна (Північна Дакота)
Пембіна (англ. Pembina) — місто (англ. city) в США, в окрузі Пембіна штату Північна Дакота. Населення — 512 особи (2020).

## Географія
Пембіна розташована за координатами 48°57′58″ пн. ш. 97°14′52″ зх. д. / 48.96611° пн. ш. 97.24778° зх. д. (48.966092, -97.247752).  За даними Бюро перепису населення США в 2010 році місто мало площу 1,98 км², з яких 1,98 км² — суходіл та 0,00 км² — водойми. В 2017 році площа становила 2,11 км², з яких 2,09 км² — суходіл та 0,02 км² — водойми.

### Клімат
| Клімат : Пембіна                   | Клімат : Пембіна | Клімат : Пембіна | Клімат : Пембіна | Клімат : Пембіна | Клімат : Пембіна | Клімат : Пембіна | Клімат : Пембіна | Клімат : Пембіна | Клімат : Пембіна | Клімат : Пембіна | Клімат : Пембіна | Клімат : Пембіна | Клімат : Пембіна |
| Показник                           | Січ.             | Лют.             | Бер.             | Квіт.            | Трав.            | Черв.            | Лип.             | Серп.            | Вер.             | Жовт.            | Лист.            | Груд.            | Рік              |
| Середній максимум, °C              | −10,8            | −7,6             | −0,5             | 10,5             | 18,3             | 23,2             | 25,8             | 25,4             | 19,6             | 11,0             | 0,3              | −8,1             | 9,0              |
| Середній мінімум, °C               | −20,9            | −18,2            | −10,3            | −1,5             | 5,2              | 11,1             | 13,3             | 11,7             | 6,1              | −0,6             | −8,6             | −17,2            | −2,4             |
| Норма опадів, мм                   | 12               | 10               | 20               | 24               | 75               | 103              | 79               | 67               | 55               | 43               | 24               | 13               | 525              |
| ---------------------------------- | ---------------- | ---------------- | ---------------- | ---------------- | ---------------- | ---------------- | ---------------- | ---------------- | ---------------- | ---------------- | ---------------- | ---------------- | ---------------- |
| Джерело: NOAA (normals, 1981–2010) |                  |                  |                  |                  |                  |                  |                  |                  |                  |                  |                  |                  |                  |

## Демографія
Згідно з переписом 2010 року, у місті мешкали 592 особи в 237 домогосподарствах у складі 156 родин. Густота населення становила 298 осіб/км².  Було 279 помешкань (141/км²).
Расовий склад населення:
| - 94,1 % — білих - 1,0 % — азіатів - 0,5 % — чорних або афроамериканців - 0,3 % — корінних американців - 1,4 % — осіб інших рас |

До двох чи більше рас належало 2,7 %. Частка іспаномовних становила 1,4 % від усіх жителів.
За віковим діапазоном населення розподілялося таким чином: 26,2 % — особи молодші 18 років, 59,6 % — особи у віці 18—64 років, 14,2 % — особи у віці 65 років та старші. Медіана віку мешканця становила 40,6 року. На 100 осіб жіночої статі у місті припадало 93,5 чоловіків;  на 100 жінок у віці від 18 років та старших — 98,6 чоловіків також старших 18 років.
Середній дохід на одне домашнє господарство  становив 71 228 доларів США (медіана — 71 250), а середній дохід на одну сім'ю — 83 071 долар (медіана — 80 625). Медіана доходів становила 54 375 доларів для чоловіків та 38 750 доларів для жінок. За межею бідності перебувало 5,1 % осіб, у тому числі 1,4 % дітей у віці до 18 років та 17,8 % осіб у віці 65 років та старших.
Цивільне працевлаштоване населення становило 303 особи. Основні галузі зайнятості: транспорт — 15,8 %, публічна адміністрація — 15,5 %, виробництво — 15,5 %.